# Andreas Dober
Andreas Dober est un footballeur autrichien né le 31 mars 1986 à Vienne, qui évolue au poste de défenseur au TSV Hartberg et en équipe d'Autriche.
Dober n'a marqué aucun but lors de ses trois sélections avec l'équipe d'Autriche en 2005 et en 2006.

## Palmarès

### En équipe nationale
- 3 sélections et 0 but avec l'équipe d'Autriche entre 2005 et 2006.

### Avec le Rapid Vienne
- Vainqueur du championnat d'Autriche de football en 2008.